# Höks härad
Höks härad var ett härad i södra Halland, Hallands län. Området utgör idag Laholms kommun och en del av Båstads kommun i Skåne län. Höks härad omfattade 1927 939 kvadratkilometer varav 912 land. Här fanns 1932 18 980 invånare. Tingsplats var i slutet av 1600-talet Kövlinge, från 1686 Vessinge för att i början av 1710-talet flytta till Laholm. Från 1733 till 1916 var tingsstället Tjärby, därefter Laholm. 

## Vapnet
Häradsvapnet fastställdes av Kungl. Maj:t år 1958: "I rött fält en stående hök av guld med näbb och ben blå". Vapnet utgör förmodligen en missuppfattning av häradsnamnet.

## Namnet
Häradsnamnet skrevs omkring år 1300 Høxheret. Namnet är flertydigt. Förslag på vad det kan innehålla är hög i betydelsen "gravhög" eller avledningen höke av hok, "udde".

## Socknar
I Laholms kommun:
- Hasslöv
- Hishult (före 1949 även delar i Norra Åsbo härad)
- Knäred
- Laholm
- Ränneslöv
- Skummeslöv
- Tjärby
- Veinge
- Våxtorp
- Ysby

I Båstads kommun
- Östra Karup

Laholms stad hade egen jurisdiktion (rådhusrätt) till 1948.

## Geografi
Häradet utgörs av Hallands sydligaste del runt Laholm. I söder vidtar Hallandsås och i väster mot Kattegattskusten den bördiga Laholmsslätten.
Inom den historiska Laholms stads område fanns borgruinen Lagaholm. Senare sätesgårdar var Skottorps slott (Skummeslövs socken),, Nya Skottorps säteri (Skummeslöv), Rostorps herrgård (Skummeslöv), Dömestorps säteri (Hasslöv), Vallens slott (Våxtorp), Öringe herrgård (Veinge), Kungsladugården (Laholms socken), Vallberga herrgård (Ränneslöv), Perstorps säteri (Ränneslöv), Edenberga herrgård (Ränneslöv) och Hemmeslövs herrgård (Östra Karup).
Gästgiverier fanns i Edenberga (Ränneslöv), kyrkbyn i Tjärby socken, Skogaby (Veinge), och Alhult (Veinge), Ekebråna (Våxtorp) och kyrkbyn i Östra Karups socken.

## Län, fögderier, tingslag, domsagor och tingsrätter
Socknarna ingick i Hallands län med Östra Karups socken sedan 1971 i Skåne län samt del av Hishults socken i Kristianstads län före 1948. Församlingarna tillhör(de) Göteborgs stift med Östra Karups församling från 1972 i Lunds stift.
Häradets socknar hörde till följande fögderier:
- 1720-1966 Laholms fögderi
- 1967-1990 Halmstads fögderi
- 1971-1990 Ängelholms fögderi för Östra Karups socken

Häradets socknar tillhörde följande tingslag, domsagor och tingsrätter:
- 1683-1947 Höks tingslag i Hallands södra domsaga (Höks, Tönnersjö och Halmstads härader)
- 1948-1970 Hallands södra domsagas tingslag i Hallands södra domsaga

- 1971-1974 Hallands södra tingsrätt och domsaga
- 1975- Halmstads tingsrätt och domsaga
- 1971- Ängelholms tingsrätt för Östra Karups socken